# Gran Premio Industria e Commercio di Prato 1967
Il Gran Premio Industria e Commercio di Prato 1967, ventiduesima edizione della corsa, si svolse il 10 settembre 1967 su un percorso di 266 km, con partenza e arrivo a Prato. Fu vinto dall'italiano Michele Dancelli della Vittadello davanti ai suoi connazionali Marino Basso e Bruno Fantinato.

## Ordine d'arrivo (Top 10)
| Pos.         | Corridore | Squadra        | Tempo    |
| ------------ | --- | -------------- | -------- |
| 1            | Michele Dancelli                                                                                                 | Vittadello     | 7h22'00" |
| 2            | Marino Basso | Mainetti       |          |
| 3            | Bruno Fantinato                                                                                                  | Max Meyer      |          |
| 4            | Luigi Sgarbozza                                                                                                  | Salamini-Comet |          |
| 5            | Franco Bitossi                                                                                                   | Filotex        |          |
| 6            | Giuseppe Grassi                                                                                                  | Filotex        |          |
| 7            | Tommaso De Prà                                                                                                   | Molteni        |          |
| 8            | Guido De Rosso                                                                                                   | Vittadello     |          |
| 9 (ex aequo) | Luciano Armani Roberto Ballini Franco Cribiori Giampaolo Cucchietti Luciano Galbo Albano Negro Wladimiro Panizza |                |          |